# Atherigona ruficornis
Atherigona ruficornis är en tvåvingeart som beskrevs av Stein 1913. Atherigona ruficornis ingår i släktet Atherigona och familjen husflugor. Inga underarter finns listade i Catalogue of Life.